# Heiligenbeeld
Een heiligenbeeld is een driedimensionale voorstelling van een katholieke heilige. In de Middeleeuwen werden zij veelal vervaardigd van hout, terwijl in de 20e eeuw de gipsen heiligenbeelden populair werden. Zij worden zowel in kerkelijke gebouwen als in de huiselijke kring gebruikt. In Limburgse en Brabantse katholieke gezinnen waren de heiligenbeelden onder glazen stolpen een veelvoorkomend fenomeen tijdens het Rijke Roomse Leven. In het kader van de Heilig Hartverering werden zowel binnen als buiten ook Heilig Hartbeelden geplaatst en ingewijd.

## Wetenswaardigheden
- In Kranenburg in de provincie Gelderland bevindt zich het Heiligenbeeldenmuseum
- In Enkhuizen bevindt zich een ander Heiligenbeeldenmuseum
- Een heiligenbeeld op een paal in de openlucht noemde men in Midden-Brabant ook wel een stok

## Galerie

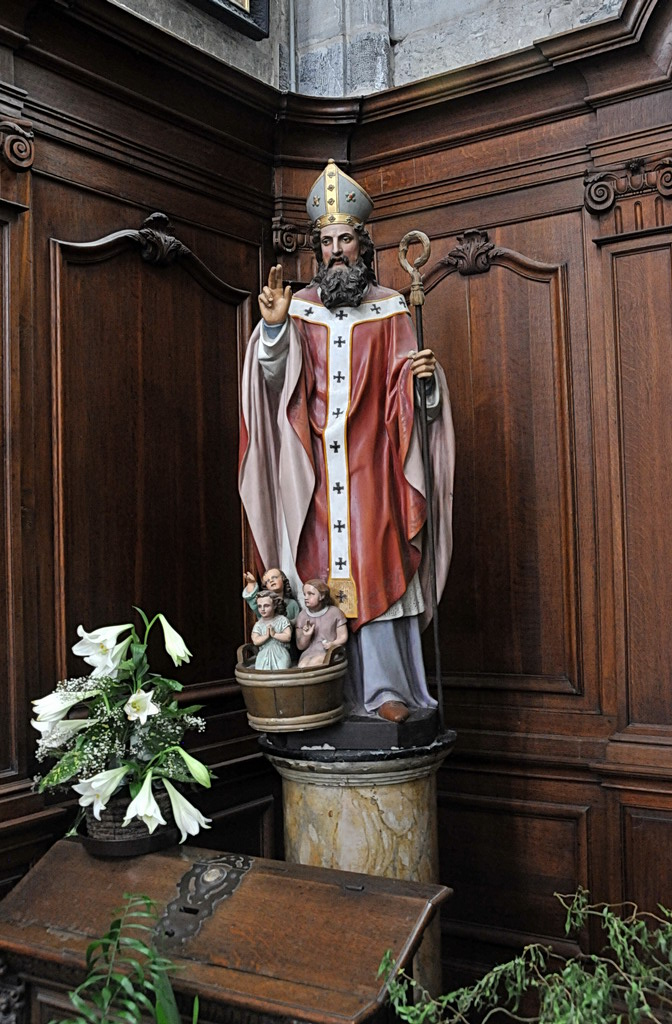
Sint Niklaas, of Sint Nicolaas
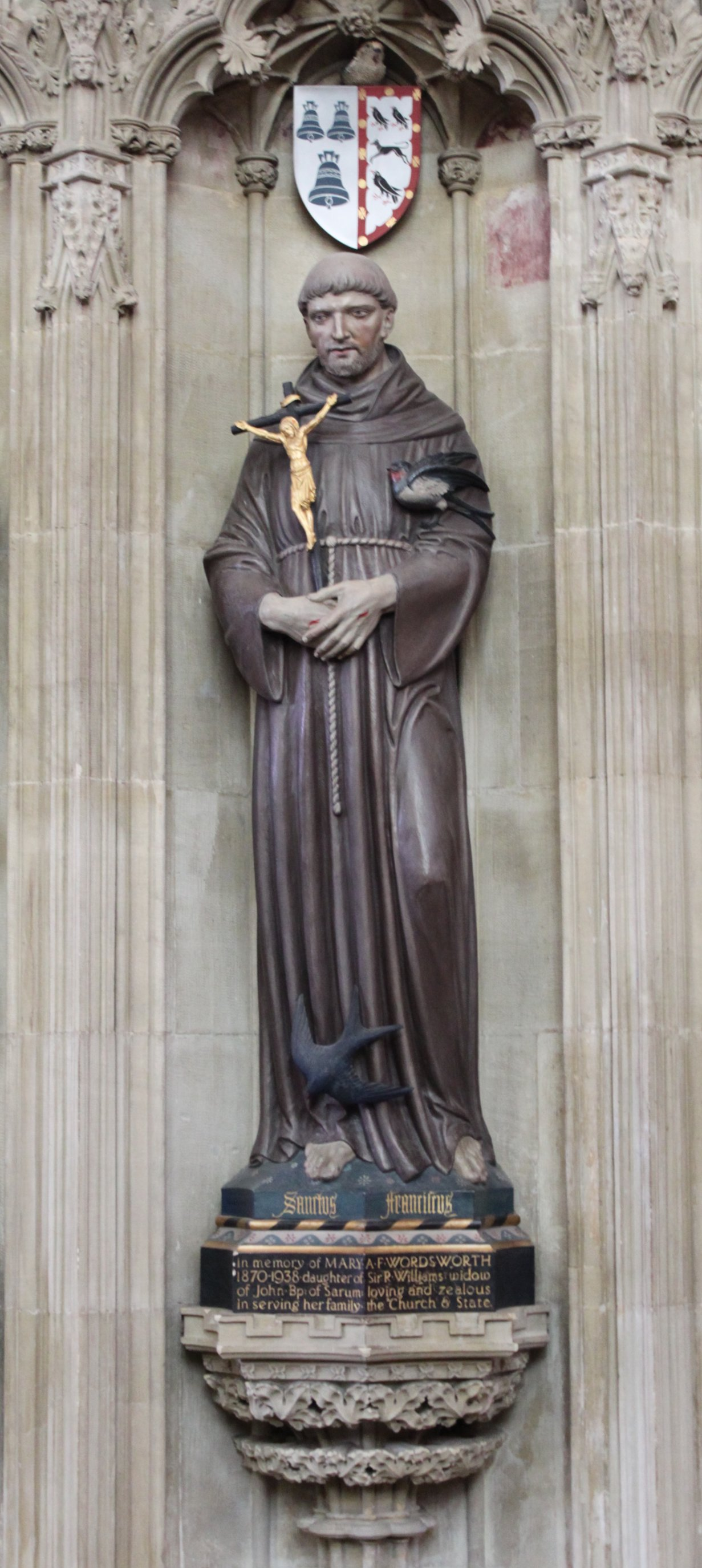
Franciscus van Assisi
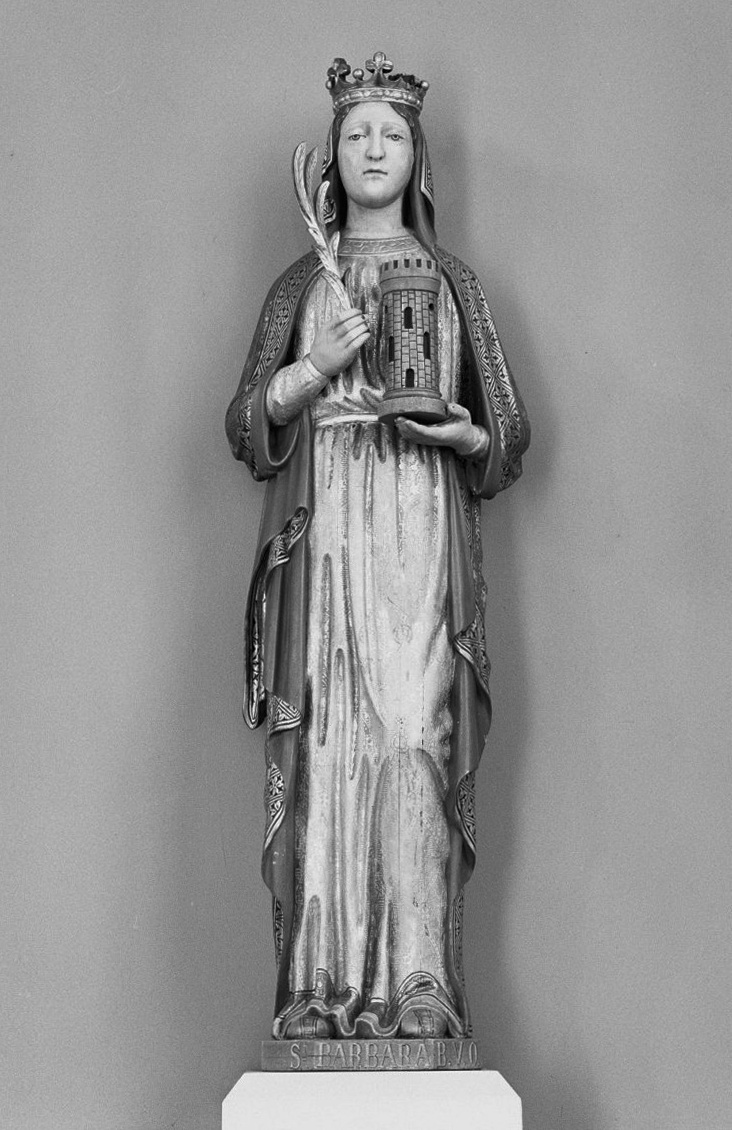
De Heilige Barbara
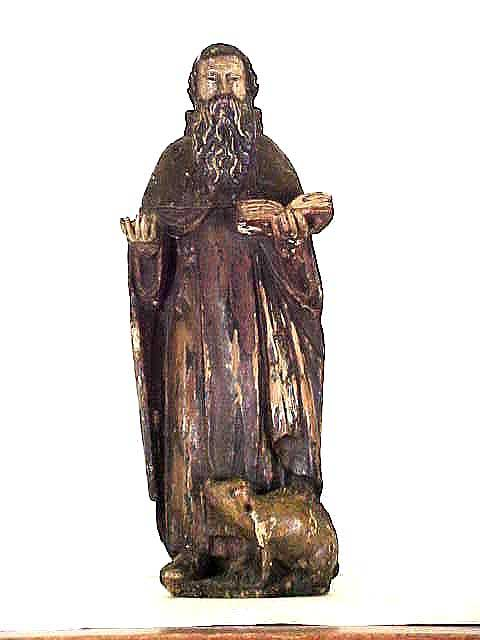
Antonius van Egypte